# توماس أرنولد أندرسون
توماس أرنولد أندرسون هو سياسي كندي، ولد في 21 أكتوبر 1871، وتوفي في 1939. انتخب عضو المجلس التشريعي من ساسكاتشوان.